# Parcul Drumul Taberei

Lacul din Parcul Drumul Taberei, înainte de „reamenajarea” din 2013

Planul Parcului Drumul Taberei, înainte de „reamenajarea” din 2013

Parcul Drumul Taberei este un parc aflat în Sectorul 6 al Bucureștiului, fiind cel mai întins din cartierul Drumul Taberei.  Acesta este situat în spațiul mărginit de Strada Brașov la est, Bulevardul Drumul Taberei în sud, respectiv nord și de Strada Târgu Neamț la vest, având o suprafață de 30 de hectare.

## Istoric
Articol principal: Cartierul Drumul Taberei
Originea parcului se află în strânsă legătură cu istoria cartierului în al cărui centru geografic se află. Acesta este amenajat în jurul anilor '60, odată cu proiectarea și construirea primelor zone din viitorul Drumul Taberei, fiind desemnat ca principalul spațiu verde din cadrul acestuia și deservind o populație de 60.000 de oameni.
Acesta a fost numit Parcul Alexandru Moghioroș în epoca comunistă, după fostul vicepremier român Alexandru Moghioroș din guvernul Chivu Stoica.
În 1976 în incinta parcului a fost construit un ștrand format din trei bazine, cu o capacitate totală de 2.500 de persoane (cunoscut și sub numele de Trei Ligheane). Pământul excavat pentru realizarea lacului a fost utilizat pentru a se construi un deal artificial în jurul ștrandului și în partea de sud a parcului. Acesta încă funcționează, cu numele Magic Summer Waves, fiind deținut de o companie privată. 
În mai 2013, în parc a început un proces amplu de modernizare și renovare, care s-a terminat în 2015, după mai multe controverse privind calitatea și adaptarea lucrărilor la situația preexistentă din teren. 
Ultima atracție construită în noul parc sunt serele cu plante exotice, inaugurate în anul 2019.

### Facilități

#### Lacul
În centrul parcului a fost amenajat un lac pentru agrement, și o peninsulă în mijlocul său, pe care acum se află pilonul principal de susținere al Podului Bengaules, una din emblemele parcului și ale cartierului.
Lacul artificial a fost realizat dintr-o cuvă de beton impermeabil, fiind alcătuit din două tronsoane separate de un podeț de beton. În primul tronson este amenajat un debarcader care este folosit pentru plimbări cu hidrobiciclete, iar pe lac s-au organizat evenimente culturale cu ajutorul acestora: proiecții de filme pe un ecran la care spectatorii se pot uita din ambarcațiuni.
Acesta are 1,18 hectare și o adâncime maximă de 1,30 metri, în interiorul acestuia fiind construită și o fântână arteziană în stilul arhitectural brutalist, o altă emblemă a parcului.

#### Amfiteatrul
Construit în timpul renovărilor dintre 2013 și 2015, acesta avea rolul de a înlocui fostul teatru de vară pentru copii din incinta parcului.
În cadrul acestuia se organizează festivale, concerte și proiecții cinematografice, fiind cel mai cunoscut pentru evenimentul ”Cinema sub Stele”. 

## Reamenajarea parcului
Lucrările la Parcul Drumul Taberei au început în mai 2013, acesta fiind redeschis pentru public pe 30 mai 2015 iar serele au avut nevoie de încă câteva luni până la deschiderea oficială. Lucrările la sera cu șapte pavilioane, cu climat specific pentru fiecare, organizate astfel: climat tropical, climat mediteranean, deșert cactuși, plante suculente și o zonă ecuatorială, au fost finalizate în octombrie 2019.

## Galerie de imagini dinainte de reamenajarea parcului

Sculptură în Parcul Drumul Taberei, dispărută după reamenajarea din 2013
Sculptură în Parcul Drumul Taberei, dispărută după reamenajarea din 2013
Lacul din Parcul Drumul Taberei, cu fântâna arteziană în funcțiune
Bănci
Loc de joacă